# Танне (Арденны)
Танне́ (фр. Tannay) — коммуна во Франции, находится в регионе Шампань — Арденны. Департамент коммуны — Арденны. Входит в состав кантона Ле-Шен. Округ коммуны — Вузье.
Код INSEE коммуны — 08439.
Коммуна расположена приблизительно в 195 км к востоку от Парижа, в 75 км северо-восточнее Шалон-ан-Шампани, в 29 км к югу от Шарлевиль-Мезьера.

## Население
Население коммуны на 2008 год составляло 151 человек.
| 1962 | 1968 | 1975 | 1982 | 1990 | 1999 | 2008 |
| ---- | ---- | ---- | ---- | ---- | ---- | ---- |
| 136  | 164  | 155  | 145  | 135  | 149  | 151  |

## Экономика
В 2007 году среди 78 человек в трудоспособном возрасте (15—64 лет) 55 были экономически активными, 23 — неактивными (показатель активности — 70,5 %, в 1999 году было 69,8 %). Из 55 активных работали 50 человек (31 мужчина и 19 женщин), безработных было 5 (2 мужчин и 3 женщины). Среди 23 неактивных 4 человека были учениками или студентами, 10 — пенсионерами, 9 были неактивными по другим причинам.

## Достопримечательности
- Церковь Сен-Мартен (XV—XVI века), сильно пострадала во время Второй мировой войны. Исторический памятник с 1972 года[3]

## Фотогалерея

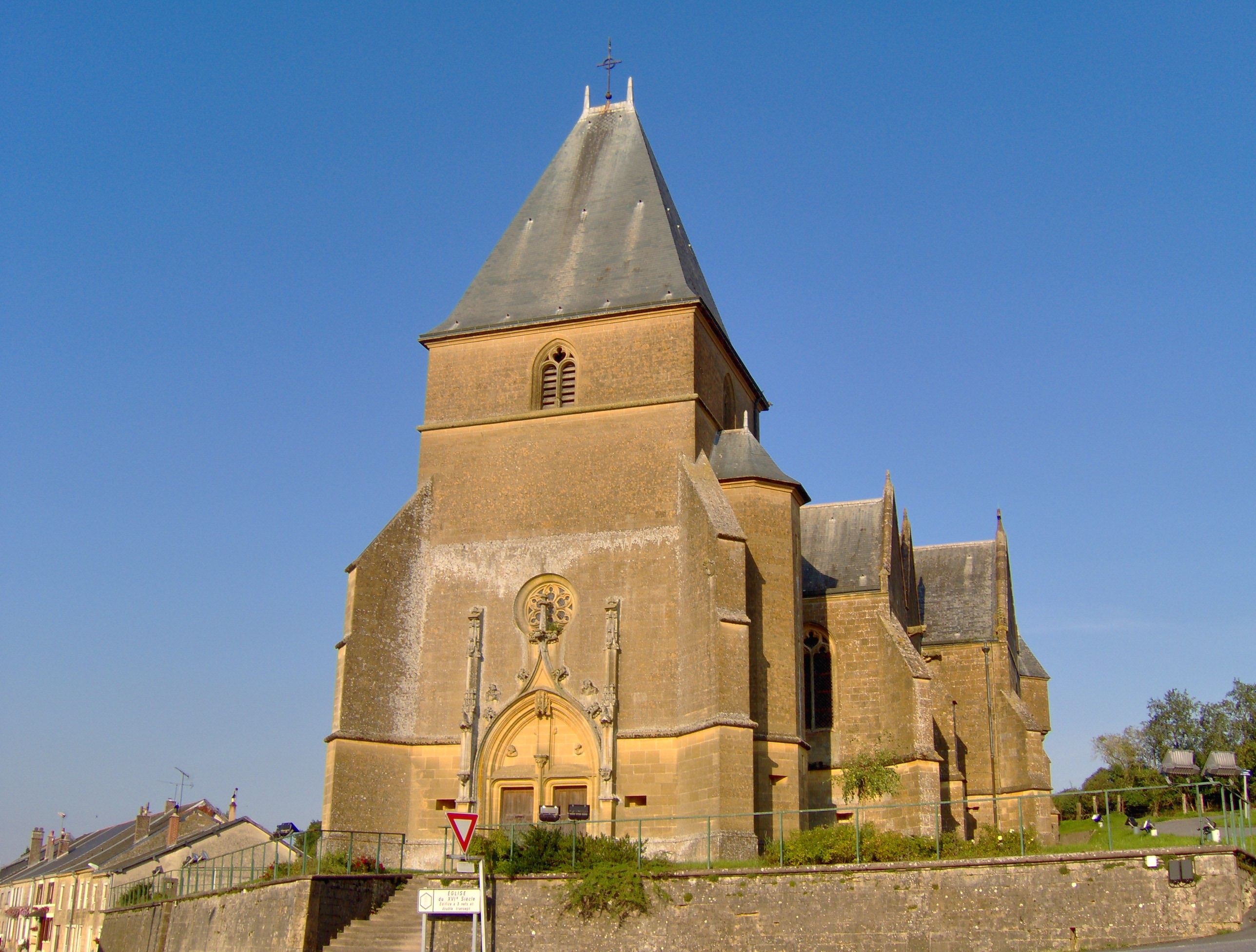
Церковь Сен-Мартен
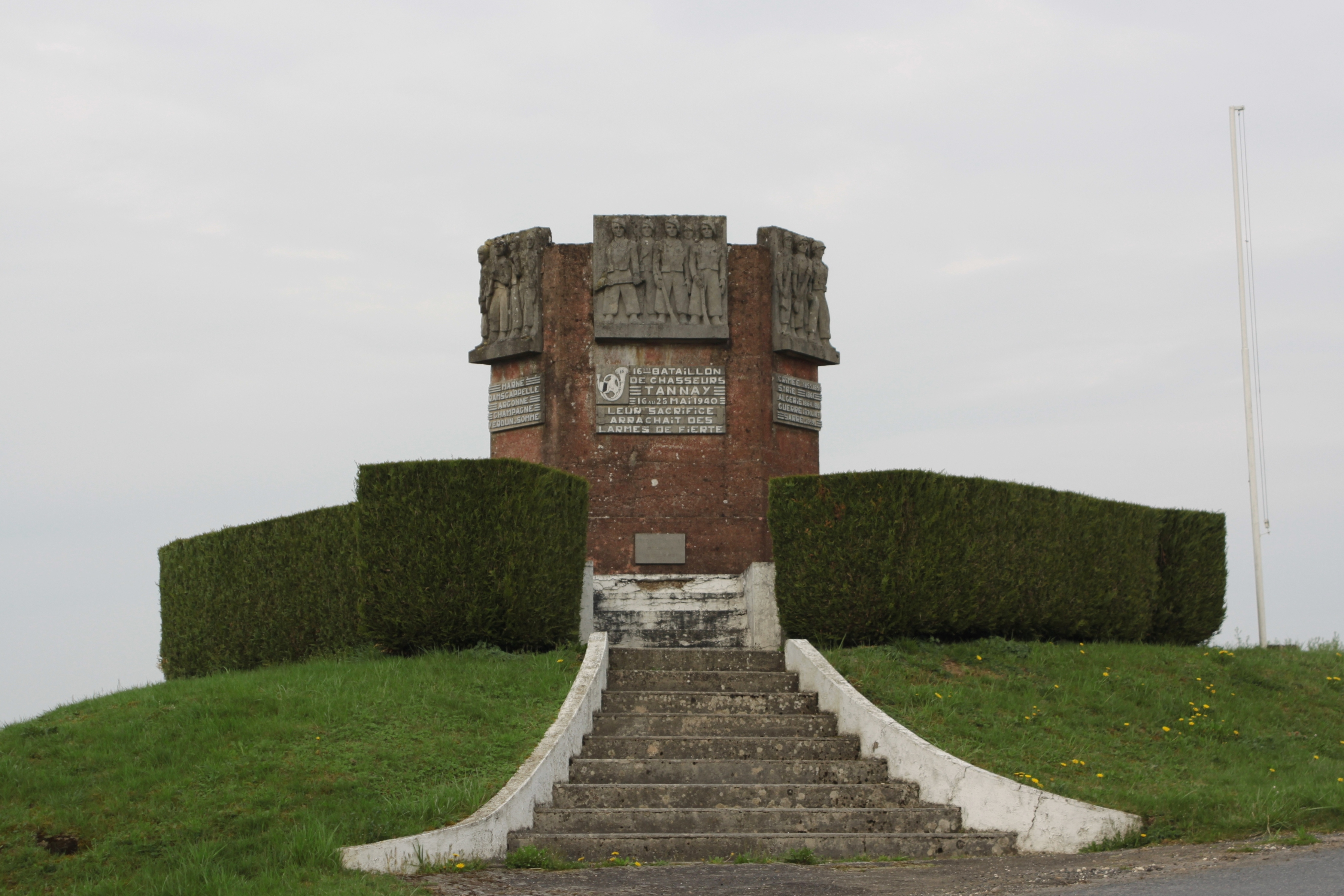
Памятник
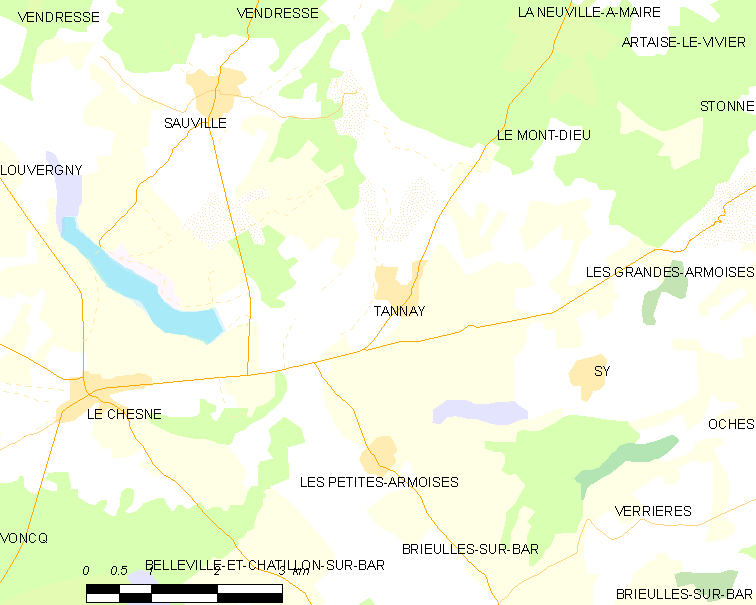
Карта коммуны